# Carlos Godó y Pié
Carlos Godó y Pié (Igualada; 1834 – Teyá, Barcelona; 9 de julio de 1897) fue un político y empresario español, fundador del diario La Vanguardia, junto a su hermano Bartolomé.

## Biografía
Nació en Igualada en el año 1834, siendo uno de los nueve hijos de Ramón Godó i Llucià. Su hermano Ramón Godó y Pié (1825-1883) era el hereu —según el derecho sucesorio catalán, hijo mayor que recibía por herencia la práctica totalidad del patrimonio familiar—, razón por la cual Bartolomé y Carlos se instalaron en Barcelona en 1856 y, posteriormente, se trasladaron a Bilbao y Oviedo, donde establecieron delegaciones comerciales de la industria textil familiar. Carlos Godó se casó con Antonia Lallana y en 1864 nació su hijo Ramón en Bilbao. 
La crisis previa a la tercera guerra carlista (1872-1876), obligó a cerrar las delegaciones familiares y Carlos volvió a Barcelona en 1869. Carlos y Bartolomé, junto a Pere Milà i Pi, fundaron Godó Hermanos y Cía, compraron una fábrica de hilados de yute y constituyeron otra, subsidiaria, de tejidos de yute. Esta última se mantuvo activa hasta la pérdida de los territorios coloniales españoles en 1898, pero la de hilados continuó funcionando con el nombre de Godó y Trias, S.A. pese a que ya no tenían a sus principales proveedores de materia prima. Ambos hermanos fueron miembros activos del Partido Liberal, dirigido por Práxedes Mateo Sagasta, y ocuparon cargos políticos tanto a nivel local como nacional. Carlos Godó fue Diputado a las Cortes por el distrito de Igualada en las elecciones de 1893 y 1896. Él y su hermano fundaron el diario La Vanguardia el 1 de febrero de 1881, para difundir sus doctrinas liberales, nombrando a Jaume Andreu como primer director. Según la tesis de Jean Michel Desvois, y de Torrent y Tassis, La Vanguardia habría sido fundada en 1881 por el periodista catalán Jaume Andreu, siendo adquirida en 1887 por Carlos Godó y Pié.
Carlos murió el 9 de julio de 1897 en su residencia de Teyá, donde al día siguiente se instaló la capilla ardiente. Sus restos se trasladaron en un tren especial, con destino a Barcelona, que recibió condolencias en diversas localidades del trayecto, como Ocata, El Masnou y Badalona. Una vez llegada a Barcelona, la comitiva fúnebre contó con la presencia de un gran número de autoridades y fue enterrado en el Cementerio de Montjuic.
Su hijo Ramón Godó Lallana (Bilbao 1864 – Barcelona 1931), primer Conde de Godó, mantuvo la línea política de su padre, impulsando el crecimiento de La Vanguardia, igual que posteriormente lo hizo Carlos Godó Valls (1899-1987) segundo conde de Godó.

## Distinciones
- Gran Cruz al Mérito Militar con distintivo blanco.[10]